# Iwan Pietrow
Iwan Jefimowicz Pietrow (ros. Иван Ефимович Петров, ur. 18 września?/30 września 1896 w Trubecku, zm. 7 kwietnia 1958 w Moskwie) – radziecki dowódca wojskowy, generał armii, I z-ca Głównego Inspektora RKKA, I z-ca Naczelnego Dowódcy Wojsk Lądowych ZSRR, Bohater Związku Radzieckiego (1945), deputowany do Rady Najwyższej ZSRR 2., 3. i 4. kadencji.

## Życiorys

### Dzieciństwo i młodość
Urodził się 30 września 1896 w mieście Trubeck (ob. obwód briański) w rodzinie szewca. W 1913 ukończył gimnazjum męskie i  kontynuował naukę w seminarium nauczycielskim w Karaczewie. Korzystając ze stypendium ziemskiego dla niezamożnych studentów, ukończył seminarium jesienią 1916.
W styczniu 1917 wstąpił do Aleksiejewskiej Szkoły Wojskowej w Moskwie, które zakończył 1 czerwca 1917. Po studiach służył w randze porucznika w 156. Pułku Piechoty w Astrachaniu. Po chorobie na czerwonkę, został zwolniony z wojska z powodów zdrowotnych.

### Wojna domowa w Rosji
W 1918 wstąpił do RPK(b) i Armii Czerwonej. Brał udział w wojnie domowej, walczył na Froncie Wschodnim w 25. Dywizji Piechoty.
W maju 1918 uczestniczył w tłumieniu powstawania anarchistów w Samarze, a następnie w 1919, w składzie 1. samarskiego oddziału komunistycznego brał udział w walkach pod Syzraniem, Samarą, Melekesem i Symbirskiem przeciw wojskom Korpusu Czechosłowackiego i kozakom uralskim. Od maja 1920 dowódca plutonu na Froncie Zachodnim, członek specjalnego trybunału wojskowego, komisarz polityczny pułku.

### Służba w Azji Środkowej
Po zakończeniu wojny domowej rozpoczął służbę w Azji Środkowej, dowodził kolejno: szwadronem kawalerii,  pułkiem, a następnie brygadą 11 Dywizji Kawalerii 1. Armii Konnej RKKA.
Wiosną 1922 rozpoczął służbę w Turkiestanie, gdzie jego dywizja została przeniesiona do walki z Basmactwem. We wrześniu 1922 został mianowany dowódcą połączonych oddziałów 2 Brygady 11 Dywizji Kawalerii, wchodzącej w skład 13 Korpusu Strzeleckiego, specjalnie utworzonego dla walki basmaczami.
W 1926 i 1931 ukończył kursy doskonalące oficerów RKKA im. marsz. Borysa Szaposznikowa (KUKS „Wystrzał”). W 1929 dowódca 2 Turkmeńskiego Pułku Kawalerii, a w latach 1931–1932 dowódca 1 Turkmeńskiej Dywizji Górskiej. W latach 1932–1940 komendant Wyższej Szkoły Wojskowej im. Włodzimierza Iljicza Lenina w Taszkencie.
Od czerwca 1940 dowódca 194 Dywizji Piechoty, a od października inspektor piechoty w Środkowoazjatyckim Okręgu Wojskowym. W marcu 1941 został mianowany dowódcą 27 Korpusu Zmechanizowanego utworzonego w Azji Środkowej.

### II wojna światowa
W chwili ataku Niemiec na ZSRR 27 Korpus Zmechanizowany po zakończeniu formowania został wysłany do Briańska. 8 lipca 1941 Sztab Generalny RKKA, na podstawie doświadczeń z pierwszych dni wojny podjął decyzję o rozformowaniu korpusu i reorganizacji dostępnych dywizji pancernych. 15 lipca 1941 27 Korpus Zmechanizowany został rozformowany, a Iwan Pietrow objął dowództwo 1 Dywizji Kawalerii.
20 sierpnia 1941 został dowódcą 25 Czapajewskiej Dywizji Piechoty, z którą uczestniczył w obronie Odessy, a 5 października 1941 objął dowództwo Samodzielnej Armii Nadmorskiej i kierował ewakuacją wojsk radzieckich z Odessy na Krym. Był jednym z dowódców obrony Sewastopola. Od listopada do grudnia 1941 wojska radzieckie pod dowództwem Iwana Pietrowa, wraz z marynarzami Floty Czarnomorskiej, odparły dwa natarcia 11 Armii Niemieckiej pod dowództwem gen. Ericha von Mansteina. W okresie czerwiec – lipiec 1942, przez 4 tygodnie, odpierał kolejne natarcia przewyższających sił niemieckich. Po upadku miasta razem z innymi dowódcami radzieckimi, został ewakuowany na okręt podwodny, gdzie przeżywając porażkę, próbował popełnić samobójstwo.
Od marca 1943 był szefem sztabu, a od maja tego roku dowodził Frontem Północno-Kaukaskim. Brał udział w operacji noworosyjsko-tamańskiej, w walkach przy wyzwalaniu półwyspu Tamańskiego oraz Majkopu, Krasnodaru i Noworosyjska.
20 listopada 1943, na podstawie dyrektywy Stawki WGK z 15 listopada 1943, Front Północno-Kaukaski został przekształcony w odrębną Armię Morza Czarnego. 4 lutego 1944 za nieudolne dowodzenie został odwołany ze stanowiska dowódcy Armii Morza Czarnego, zdegradowany do stopnia generała pułkownika i przeniesiony do rezerwy.
Od 13 marca 1944 dowodził 33 Armią Frontu Zachodniego, od 12 kwietnia 2 Frontem Białoruskim, a od 6 sierpnia 4 Frontem Ukraińskim. 26 października został ponownie awansowany na stopień generała armii, a w marcu 1945 mianowany szefem sztabu 1 Frontu Ukraińskiego.
29 maja 1945, za umiejętne kierowanie wojskami w operacjach berlińskiej i praskiej otrzymał tytuł Bohatera Związku Radzieckiego.

### Okres powojenny
Po wojnie dowodził oddziałami Turkiestańskiego Okręgu Wojskowego. W latach 1952–1953 I zastępca Głównego Inspektora Armii Radzieckiej, a następnie szef wyszkolenia wojskowego i przygotowania fizycznego, I zastępca Naczelnego Dowódcy Wojsk Lądowych, Głównego Inspektoratu Ministerstwa Obrony ZSRR. Deputowany do Rady Najwyższej ZSRR od 2. do 4. kadencji.
Zmarł 7 kwietnia 1958 w Moskwie i został pochowany na Cmentarzu Nowodziewiczym.

## Awanse
- generał major – 4 czerwca 1940
- generał porucznik – 14 października 1942
- generał pułkownik – 27 sierpnia 1943
- generał armii – 9 października 1943 (ponownie[1] 26 października 1944)

## Odznaczenia i wyróżnienia
- Medal „Złota Gwiazda” Bohatera Związku Radzieckiego (29 maja 1945)
- Order Lenina – pięciokrotnie
- Order Czerwonego Sztandaru – czterokrotnie
- Order Suworowa I klasy
- Order Kutuzowa I klasy
- Order Czerwonego Sztandaru Pracy
- Order Czerwonego Sztandaru Pracy Turkmeńskiej SRR
- Order Czerwonego Sztandaru Pracy Uzbeckiej SRR
- Order Czerwonej Gwiazdy
- Medal „Za Obronę Odessy”
- Medal „Za obronę Sewastopola”
- Medal „Za zdobycie Berlina”
- Medal „Za wyzwolenie Pragi”
- Medal „Za zwycięstwo nad Niemcami w Wielkiej Wojnie Ojczyźnianej 1941–1945”
- Medal jubileuszowy „XX lat Robotniczo-Chłopskiej Armii Czerwonej”
- Medal jubileuszowy „30 lat Armii Radzieckiej i Floty”
- Czechosłowacki Wojskowy Order Lwa Białego „Za zwycięstwo” II Klasy (CSSR)
- Krzyż Wojenny Czechosłowacki 1939 (CSSR)
- Order Krzyża Grunwaldu III klasy (Polska)
- Medal Zwycięstwa i Wolności 1945 (Polska)
- Krzyż za Wybitną Służbę (USA)
- Order Zasługi (Węgry)
- I inne